# نبیرکاس
نبیرکاس (به اسپانیایی: Noviercas) یک دهستان در اسپانیا است که در سریا واقع شده‌است.

## خصوصیات
نبیرکاس ۸۵ کیلومترمربع مساحت و ۲۱۸ نفر جمعیت دارد.